# Avinyonet del Penedès
Avinyonet del Penedès és un municipi de la comarca de l'Alt Penedès, amb capital a Avinyó Nou. Té una extensió de 29,12 km². Amb una població molt disseminada, està format per 6 nuclis principals (Avinyó Nou, les Gunyoles, l'Arboçar, Cantallops, Can Mitjans i Sant Sebastià dels Gorgs), diferents barriades (Clariana, Collblanc, Can Fontanals, Can Merlines, Mas Comtal, la Garrofa i la Grava) i moltes masies i cases aïllades.
Es troba dins de la Depressió Prelitoral i està en contacte amb el massís del Garraf per la part sud-est del municipi. El relleu està clarament diferenciat per una part més plana cap al nord-oest i una de molt més muntanyosa al sud-est, que forma part de la Serralada Litoral.
El nom del municipi prové de l'antic castell d'Avinyó i la parròquia de Sant Pere d'Avinyó. Sembla que el pas del nom Avinyó al d'Avinyonet es va produir cap a finals del segle XIV, arran del declivi de la població, a causa principalment de la pesta, a més de la crisi econòmica al camp català, amb males collites i fams.

## Geografia
- Llista de topònims d'Avinyonet del Penedès (Orografia: muntanyes, serres, collades, indrets..; hidrografia: rius, fonts...; edificis: cases, masies, esglésies, etc).

| Entitat de població      | Habitants (2024) |
| Avinyó Nou               | 615              |
| les Gunyoles             | 304              |
| Cantallops               | 247              |
| l'Arboçar                | 195              |
| Can Mitjans              | 195              |
| Sant Sebastià dels Gorgs | 98               |
| Collblanc                | 46               |
| Clariana                 | 23               |
| la Garrofa               | 22               |
| Font: Idescat            |                  |

## Demografia
| 1497 f | 1515 f | 1553 f | 1717 | 1787 | 1857  | 1877  | 1887  | 1900  | 1910  |
| ------ | ------ | ------ | ---- | ---- | ----- | ----- | ----- | ----- | ----- |
| 33     | 44     | 52     | 225  | 566  | 1.292 | 1.295 | 1.466 | 1.452 | 1.467 |

| 1920  | 1930  | 1940  | 1950  | 1960  | 1970  | 1981  | 1990  | 1992  | 1994  |
| ----- | ----- | ----- | ----- | ----- | ----- | ----- | ----- | ----- | ----- |
| 1.543 | 1.464 | 1.361 | 1.257 | 1.170 | 1.161 | 1.201 | 1.196 | 1.197 | 1.197 |

| 1996  | 1998  | 2000  | 2002  | 2004  | 2006  | 2008  | 2010  | 2012  | 2014  |
| ----- | ----- | ----- | ----- | ----- | ----- | ----- | ----- | ----- | ----- |
| 1.185 | 1.187 | 1.167 | 1.304 | 1.414 | 1.591 | 1.660 | 1.685 | 1.716 | 1.675 |

| 2016  | 2018  | 2020  | 2022  | 2024  | 2026 | 2028 | 2030 | 2032 | 2034 |
| ----- | ----- | ----- | ----- | ----- | ---- | ---- | ---- | ---- | ---- |
| 1.665 | 1.669 | 1.697 | 1.706 | 1.744 | -    | -    | -    | -    | -    |

Hi nasqué, en 1854, el claretià Pere Marcer i Cuscó, proclamat servent de Déu i en procés de beatificació.

## Calendari de festes majors
1. Can Mitjans: 22 i 23 de juliol
2. L'Arboçar: 30, 31 de juliol i 1 d'agost
3. Les Gunyoles: 5, 6, 7 i 8 d'agost
4. Sant Sebastià dels Gorgs: 30, 31 de juliol i 1 d'agost
5. Avinyó Nou: 20, 21, 22 i 23 d'agost
6. Cantallops: 15, 16 i 17 d'octubre

## Balls del municipi
1. L'Arboçar: Panderetes i Diables de l'Arboçar
2. Avinyó Nou: Ball de picarols, Ball de Bastó, Cercolets, Gitanes,  Diables Nefastus d'Avinyonet i la Dragona Pitaia
3. Sant Sebastià dels Gorgs: Diables de Sant Sebastià, Capgrossos i Camallargs
4. Les Gunyoles: Diables, Segunola, les caramelles i grup de teatre.
5. Cantallops: Ball de cintes, Grallers, Bastoners, Les Caramelles i Llobatons